# Setophaga castanea
Setophaga castanea là một loài chim trong họ Parulidae.